# アクアクララ
アクアクララ株式会社（英文：Aqua Clara Co.,Ltd.）は、東京都港区港南に本社を置く、ボトルウォーターの製造と宅配事業を営む企業である。
企業名は、水を意味する英語のアクアと、透明感を意味するスペイン語のクララから採られた。

## 事業内容
- ボトルウォーターの製造・販売。
- ウォーターサーバーの開発。
- フランチャイズ加盟店の開発・経営指導。

## 沿革
- 2000年3月 - 三井物産の社内ベンチャー事業として、株式会社アクアクララジャパンを設立する。「フランチャイズ加盟会社が自ら製造プラントを持つ」「加盟会社の既存販売網を活用する」「小規模の事務所や家庭をターゲットとする」ことで全国展開を図った。
- 2004年11月4日 - 民事再生法を大阪地裁に申請し、同日保全命令を受ける。負債総額122億円
- 2005年2月1日 - カマタ株式会社（現・アクアクララレモンガスホールディングス）により新法人・アクアクララ株式会社が設立される。
- 2016年8月22日 - 元フランチャイジーで同業のボトルウォーター「クリクラ」を運営する株式会社ナックと、ボトルウォーター事業で業務提携する。
- 2017年5月29日 - ボトルウォーターの製造・物流における相互補完によるコストダウンを目的に、ナックと共同出資で合弁会社・株式会社ACCを設立する。
- 2024年7月1日 - 三井住友銀行の投資専門子会社である株式会社SMBCキャピタル・パートナーズに、アクアクララレモンガスホールディングスおよびアクアクララの全株式を売却する。

## 主要フランチャイズ加盟店（アクアクララパートナー）
- 株式会社ユアテック（東北電力グループ）
- 千葉ガス株式会社
- 株式会社トーカイ
- ケイエヌエンタープライズ株式会社（関西熱化学グループ）
- クラレテクノ株式会社
- 四電エンジニアリング株式会社
- その他、66社（2008年5月現在）
  - 北海道 4社
  - 東北 2社
  - 関東 18社
  - 中部 14社
  - 近畿 13社
  - 中国・四国 5社
  - 九州・沖縄 10社